# Al-Qaria
Al-Qaria “A Calamidade” (do árabe: سورة القارعة) é a centésima primeira sura do Alcorão e tem 11 ayats.